# تشارلز أ. بورنس
تشارلز أ. بورنس هو سياسي أمريكي، ولد في 3 يناير 1863 في Wilton, New Hampshire ‏ في الولايات المتحدة، وتوفي في 31 ديسمبر 1930 في وينتشتر ‏ في الولايات المتحدة. نشط حزبياً في الحزب الجمهوري.